# Горбач Анна-Галя
А́нна-Га́ля Горба́ч (до шлюбу Луцяк, 2 березня 1924, Бродина — 11 червня 2011,  с. Берфурт,Райхельсгайм) — українська літературознавиця, перекладачка української літератури німецькою мовою, видавниця, письменниця, громадська й політична діячка. Доктор філософії. Член Національної спілки письменників України(1993), член-кореспондент Наукового товариства ім. Шевченка в Європі, лауреатка літературної премії ім. І. Франка (1994), премії ім. Василя Стуса Української асоціації незалежної творчої інтелігенції (1993), премії «Тріумф» (2001), премії ім. Олени Теліги (2009), Пантелеймона Куліша (2019). Одна з найвідоміших і найактивніших особистостей в українському культурно-інтелектуальному світі діаспори.

## Життєпис
Народилася 2 березня 1924 р. в підкарпатському селі Бродина (Південна Буковина). До грудня 1940 р. ходила до румунської школи, освіту здобула уже в Німеччині.
Брала активну участь в роботі німецької секції Міжнародної Амністії, займалася у 60-80-х інформуванням світової громадськості про політичні репресії в Україні. Була співорганізаторів протестних кампаній на захист В. Стуса, І. Світличного, М. Горбаля, В. Чорновола та інших українських в'язнів сумління, вела з ними активне листування.
Авторка праць «Епічні стилістичні засоби козацьких дум», «Ольга Кобилянська і німецька культура», «Українські карпатські казки».
Переклала на німецьку мову й видала твори М. Коцюбинського, Г. Хоткевича. В. Стуса, Є. Сверстюка, В. Марченка, І. Калинця, В. Шевчука, Ю. Андруховича та ін., загалом близько 50 перекладів. Упорядкувала й видала німецькою мовою 6 антологій української прози — «Синій листопад», «Криниця для спраглих» та української новелістики про Чорнобиль. Була ініціатором серії німецькомовних перекладів «Самвидав України». Виступає зі статтями в німецьких та українських виданнях з розвідками про українсько-німецькі та українсько-румунські літературні взаємини.
У 1995 році разом із своїм чоловіком Олексою Горбачем заснувала видавництво «Бродина» (Brodina Verlag), яке видавало і розповсюджувало у Німеччині твори українських письменників.
Подружжя Горбачів було ініціатором створення єдиної у Німеччині спеціалізованої кафедри україністики при Грайфсвальдському університеті.
Останні роки життя Анна-Галя Горбач присвятила видаванню праць свого чоловіка, Олекси Горбача. Зокрема у Львові 2006 року вийшло його дослідження «Арґо в Україні».
Мешкала у м. Райхельсгайм. Померла 11 червня 2011 року там же.

## Відзнаки
- Лауреатка Міжнародної премії імені І. Франка Спілки письменників України за 1994 рік.
- Орден княгині Ольги III ступеня в 2006 році[6]
- Лауреатка премії Олени Теліги за 2009 рік.[7]

## Творчість
Авторка праць «Епічні стилістичні засоби українських козацьких дум» (1950), «Ольга Кобилянська і німецька культура» (1967), «Українські карпатські казки» (1975); видавниця 15 антологій.
Вибрані твори:
- «Синій листопад. Українські прозаїки нашого століття: Антологія прози» (1959, Гайдельберг),
- Тиміш Хмельницький в румунській історіографії та літературі. «Наукові записки Українського технічно-господарського інституту», 1969, т. 19;
- «Криниця для спраглих та інші українські оповідання» (1970, Тюбінген),
- Німецька критика про український самвидав. «Сучасність», 1985, № 7-8;
- Українська тема в німецькій літературі. Райхельсгайм-Берфурт, 1993.
- «Подай мені лютню з каміння: українська лірика ХХ століття» (1996, Райхельсгайм),
- «Ліна Костенко. Віхи життя: Поезії» (1998, Райхельсгайм)
- З галицьких буднів і неділь // Сучасність. — 1974. — Ч. 12 (168). — С. 113—114.
- З румунських вражень: Подорожні нотатки. — К.: Дніпро, 1993.
- «Вдячна долі за те, що дала мені можливість вирости у двох різних культурних світах» //Тарнашинська Л. Закон піраміди: Діалоги про літературу та соціокультурний клімат довкола неї.- К.: Унів. вид-во «Пульсари», 2001. — С. 153—158.
- «Література» Павла Филиповича // Сучасність. — 1972. — № 10. — С. 123—124.
- Найновіша німецька література // Слово. Збірник 2.- Нью-Йорк, 1964. — С. 379—391.
- Традиційна грудка землі на могилу письменника // Сучасність. — 1976. — Ч. 6 (186).- С. 38-41